# コンアン・ハノイFC
コンアン・ハノイFC（ハノイ警察フットボールクラブ、ベトナム語: Câu lạc bộ bóng đá Công an Hà Nội）または単にCAHN（Cong An Ha Noi Football Club）は、ハノイに拠点を置くベトナムのプロサッカークラブ。
このチームは2023 V.League 1に出場しており、ベトナムのサッカーの最高ディビジョンです。その前身は人民公安全部（ベトナム語: CLB Công An Nhân Dân）で、2023シーズンからVリーグ1に昇格した後、名前が変更された。